# Nikos Wutsis
Nikos Wutsis, gr. Νίκος Βούτσης (ur. 4 marca 1951 w Atenach) – grecki polityk, inżynier i działacz komunistyczny, minister i parlamentarzysta, w latach 2015–2019 przewodniczący Parlamentu Hellenów.

## Życiorys
Z zawodu inżynier budownictwa, kształcił się na Politechnice Narodowej w Atenach. W okresie dyktatury junty czarnych pułkowników był działaczem opozycyjnych grup studenckich, wchodził w skład komitetu studenckiego oporu (FEA). Pełnił funkcję wiceprezesa powołanego w 1975 komitetu centralnego związku studenckiego EFEE. Był członkiem różnych ugrupowań komunistycznych, w latach 1980–1985 zajmował stanowisko sekretarza komitetu centralnego jednego z nich. Od 1993 członek biura politycznego Sinaspismos, a od 2013 członek komitetu centralnego Syrizy.
Był radnym regionalnym w Attyce. W maju 2012 po raz pierwszy uzyskał mandat posła do Parlamentu Hellenów, z powodzeniem ubiegał się o reelekcję w kolejnych wyborach miesiąc później, a także w styczniu i we wrześniu 2015, kandydując każdorazowo w jednym z okręgów stołecznych. W styczniu 2015 objął urząd ministra spraw wewnętrznych w gabinecie Aleksisa Tsiprasa, zajmując go do sierpnia 2015, kiedy to rząd podał się do dymisji. W październiku tego samego roku wybrany na przewodniczącego Parlamentu Hellenów kolejnej kadencji, kierował nim do końca kadencji w lipcu 2019. Wcześniej w tym samym miesiącu zapewnił sobie poselską reelekcję. Z powodzeniem ubiegał się o ponowny wybór na posła w maju 2023.
W listopadzie 2023, wkrótce po objęciu funkcji przewodniczącego Syrizy przez Stefanosa Kaselakisa, zrezygnował z członkostwa w tej partii.